# Новодмитрівка Друга (Роздільнянський район)
Новодмитрівка Друга (у минулому — хутір Ленінський, до 2016 року — Ле́нінське Друге) — село в Україні, у Роздільнянській міській громаді Роздільнянського району Одеської області. Населення становить 27 осіб. Відноситься до Виноградарського старостинського округу.

## Історія
Під час Голодомору в Україні 1932—1933 років в селі загинуло 2 людини:
- Медянцева Тетяна Іванівна
- Проскурина Тетяна Миколаїівна[2].

Станом на 1 вересня 1946 року хутір Ленінський входив до складу Василівської сільської ради Біляївського району.
У 1965 році хутір у складі Виноградарської сільради перейшов у підпорядкування від Біляївського до Роздільнянського району.
У 1967 році хутір Ленінський став селом Ленінське Друге.
12 травня 2016 року у рамках декомунізації перейменоване з с. Ленінське Друге на с. Новодмитрівка Друга.
У результаті адміністративно-територіальної реформи село ввійшло до складу Роздільнянської міської територіальної громади та після місцевих виборів у жовтні 2020 року було підпорядковане Роздільнянській міській раді. До того село входило до складу ліквідованої Виноградарської сільради.

## Населення
Згідно з переписом УРСР 1989 року чисельність наявного населення села становила 30 осіб, з яких 11 чоловіків та 19 жінок.
За переписом населення України 2001 року в селі мешкало 35 осіб.
2010 — 22;
2011 — 22.

### Мова
Розподіл населення за рідною мовою за даними перепису 2001 року:
| Мова       | Відсоток |
| ---------- | -------- |
| російська  | 80,00 %  |
| українська | 20,00 %  |